# Tukók
A tukók (Ctenomyidae) az emlősök (Mammalia) osztályába és a rágcsálók (Rodentia) rendjébe tartozó család.
A családba csak egy nem tartozik, a Ctenomys.

## Tudnivalók
A tukófajok közti rokonsági kapcsolat, manapság még nincs pontosan meghatározva. A rendszerezők még vitatkoznak ezen. A család legközelebbi rokona a degu (Octodon degus) és a csalitpatkányfélék (Octodontidae) többi faja (Woods & Kilpatrick, 2005). Az összes tukófaj Dél-Amerika területén él. Ezek az állatok azt az ökológiai fülkét töltik be, amelyet Észak-Amerikában a tasakospatkány-félék (Geomyidae).
Az állatok tömzsi testűek és rövid lábúak. Bőrük nem szűk, hanem elnyúlt, hogy könnyebben mozoghassanak a földalatti járataikban. Mellső mancsuk meghosszabbodott, valószínűleg a járatok ásásához alkalmazkodva, hátsó lábfejeiken keményebb szőrök vannak, hogy könnyebb legyen a szőrápolás. Nagy fejükön kis fülek vannak. Farkuk szőrös. Átlag hosszuk 15-25 centiméter, tömegük 700 gramm is lehet.
A fajok között vannak társaság kedvelő, de magányosabb fajok is. A legtársasabb faj, a Ctenomys sociabilis, amelynek egyben a legnagyobb genetikai változatossága is van.

## Rendszerezés
A nembe az alábbi 68 faj tartozik:
- Ctenomys Blainville, 1826
  - Ctenomys andersoni (Gardner, Salazar-Bravo, & Cook, 2014)[5]
  - Ctenomys argentinus Conterras & Berry, 1982
  - Ctenomys australis Rusconi, 1934
  - Ctenomys azarae Thomas, 1903
  - Ctenomys bergi Thomas, 1902
  - Ctenomys bidaui
  - Ctenomys boliviensis Waterhouse, 1848
  - Ctenomys bonettoi Conterras & Berry, 1982
  - Ctenomys brasiliensis Blainville, 1826 - típusfaj
  - Ctenomys budini Thomas, 1913
  - fehérhasú tukó (Ctenomys colburni) J. A. Allen, 1903
  - Ctenomys coludo Thomas, 1920
  - Ctenomys conoveri Osgood, 1946
  - Ctenomys contrerasi
  - Ctenomys coyhaiquensis Kelt & Gallardo, 1994
  - Ctenomys dorbignyi Contreras & Contreras, 1984
  - Ctenomys dorsalis Thomas, 1900
  - Ctenomys emilianus Thomas & St. Leger, 1926
  - Ctenomys erikacuellarae (Gardner, Salazar-Bravo, & Cook, 2014)[5][6][7]
  - Ctenomys famosus Thomas, 1920
  - Ctenomys flamarioni Travi, 1981
  - Ctenomys fochi Thomas, 1919
  - Ctenomys fodax Thomas, 1910
  - Ctenomys frater Thomas, 1902
  - Ctenomys fulvus Philippi, 1860
  - Ctenomys goodfellowi Thomas, 1921
  - Ctenomys haigi Thomas, 1917
  - Ctenomys johannis Thomas, 1921
  - Ctenomys juris Thomas, 1920
  - Knight-tukó (Ctenomys knighti) Thomas, 1919
  - Ctenomys lami Freitas, 2001
  - Ctenomys latro Thomas, 1918
  - Ctenomys lessai (Gardner, Salazar-Bravo, & Cook, 2014)[5]
  - Ctenomys leucodon Waterhouse, 1848
  - Ctenomys lewisi Thomas, 1926
  - Ctenomys magellanicus Bennett, 1836
  - Ctenomys maulinus Philippi, 1872
  - Ctenomys mendocinus Philippi, 1869
  - Ctenomys minutus Nehring, 1887
  - Ctenomys nattereri Wagner, 1848 - egyes biológusok azonosnak tartják a Ctenomys boliviensisszal
  - Ctenomys occultus Thomas, 1920
  - Ctenomys opimus Wagner, 1848
  - Ctenomys osvaldoreigi Contreras, 1995
  - Ctenomys pearsoni Lessa & Langguth, 1983
  - Ctenomys perrensi Thomas, 1898
  - Ctenomys peruanus Sanborn & Pearson, 1947
  - Ctenomys pilarensis Contreras, 1993
  - Ctenomys pontifex Thomas, 1918
  - Ctenomys porteousi Thomas, 1916
  - Ctenomys pundti Nehring, 1900
  - Ctenomys rionegrensis Langguth & Abella, 1970
  - Ctenomys roigi Contreras, 1988
  - Ctenomys saltarius Thomas, 1912
  - Ctenomys scagliai Contreras, 1999
  - Ctenomys sericeus J. A. Allen, 1903
  - Ctenomys sociabilis Pearson & Christie, 1985
  - Ctenomys steinbachi Thomas, 1907
  - Ctenomys sylvanus Thomas, 1919
  - Ctenomys talarum Thomas, 1898
  - Ctenomys thalesi
  - Ctenomys torquatus Lichtenstein, 1830
  - Ctenomys tuconax Thomas, 1925
  - Ctenomys tucumanus Thomas, 1900
  - Ctenomys tulduco Thomas, 1921
  - Ctenomys validus Contreras, Roig, & Suzarte, 1977
  - Ctenomys viperinus Thomas, 1926
  - Ctenomys yatesi Gardner, Salazar-Bravo, & Cook, 2014[5]
  - Ctenomys yolandae Contreras & Berry, 1984

### Fordítás
- Ez a szócikk részben vagy egészben  a   Tuco-tuco című angol Wikipédia-szócikk ezen változatának fordításán alapul.  Az eredeti cikk szerkesztőit annak laptörténete sorolja fel. Ez a jelzés csupán a megfogalmazás eredetét és a szerzői jogokat jelzi, nem szolgál a cikkben szereplő információk forrásmegjelöléseként.